# Нивки (Київ)
Ни́вки — історична місцевість, житловий масив на заході Шевченківського району Києва, між Північним залізничним напівкільцем і вулицею Мрії. Центральна магістраль — вулиця Данила Щербаківського.

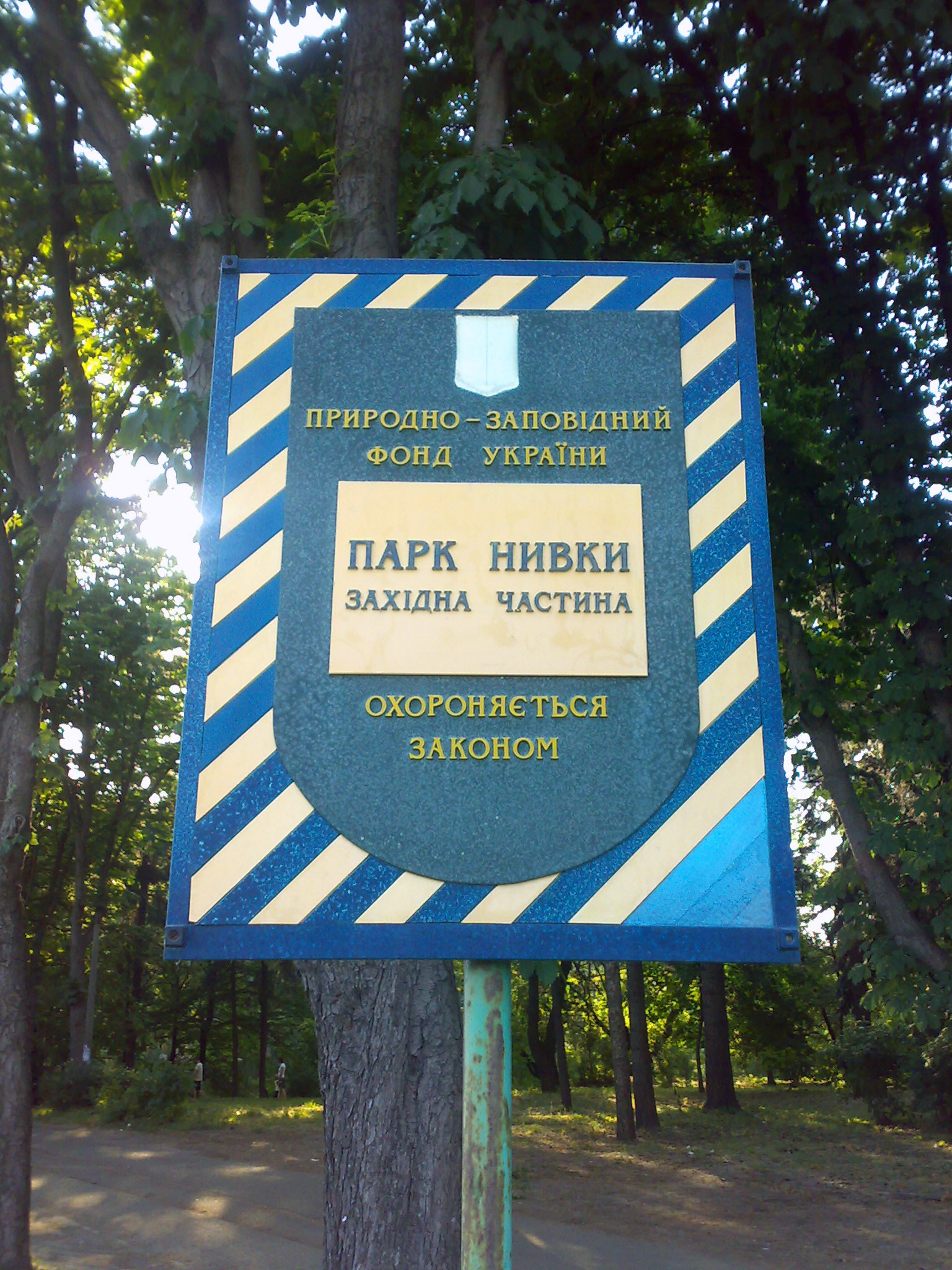
Парк «Нивки»

Існує також річка Нивка, що протікає по південно-західній околиці Києва Теремки-II, Жуляни, Борщагівка, Святошин, Біличі). З місцевістю Нивки річка Нивка не пов'язана.
Назва — від ниви, що пролягала праворуч від Києво-Брестського шосе. Місцевість Нивки відома з 50-х років XIX століття як хутір Фузиківка, заснований заможними селянами із с. Біличі Фузиками. У 1870-і роки в цій місцевості існувала ферма «Нивка» та однойменна дача, що здавалася в оренду.
На початку XX століття Нивки — хутір Білогородської волості Київського повіту, де було 5 дворів, населення становило лише 27 осіб. Земля належала землевласнику Степану Фузику. Також діяло 3 цегельні Віктора та Степана Фузиків та Данила Байдашника. 
1923 року хутір було включено до складу Києва. Нивки завжди знаходилися у межах Шевченківського району, починаючи з дати його заснування.
В деяких джерелах фігурували як Нивка. Увібрали в себе також місцевості Вовча гора і Рубежівська колонія. До середини ХХ століття забудовані були тільки вулиці Нивська (довгий час Невська), Брюссельська і Олександрівська. Після німецько-радянської війни значно розширено приватну забудову, в основному стандартними коттеджами. У 1950-х — 1960-х роках збудовано житловий масив Нивки, в основному з «хрущовок».

## Проєкт комплексної реконструкції мікрорайону Нивки
У 1997 році містобудівельною радою Києва було схвалено проєкт комплексної реконструкції мікрорайону Нивки в межах вулиць Івана Виговського (від будинку № 2 до 26-а), Стеценка, площі Валерія Марченка. Планувалося знесення 34 хрущовок загальною жилплощею 148,4 тис. м² і нежилою — 6,3 тис. м². Натомість мали побудувати 30 нових будинків від 12 до 23 поверхів загальною житловою площею 555 тис. м² та 64 тис. м² для об'єктів соціальної сфери. У цілому ж проєкт торкався території в 83,86 га, обмеженої вулицями Данила Щербаківського, Салютною, Туполєва і Стеценка. Проєкт передбачав влаштування на території кількох підземних паркінгів площею близько 330 тис. м² для збереження 11 тис. автомобілів. За рахунок інвесторів мали бути добудовані і реконструйовані дві школи і зведена ще одна. Також планувалася реконструкція і будівництво дитячих садочків. Усі дошкільні заклади району після проведених робіт мали бути розраховано на 1,6 тис. дітей. Ринок Нивки, площею 3,9 тис. м², теж планувалося реконструювати, відповідно до проєкту, розробленого його власниками.
Проєкт передбачав збереження на території району наявного стадіону. Повну перебудову планувалося виконати в шість етапів.

## Виноски
1. ↑  Столичні Нивки знесуть повністю